# Sebastian Mielitz
Sebastian Mielitz (* 18. Juli 1989 in Zehdenick) ist ein deutscher Fußballtorwart.
Er wechselte als Jugendlicher von Energie Cottbus zu Werder Bremen und absolvierte dort seine ersten Partien im Herrenbereich, dabei kam er auch zu 62 Spielen in der Bundesliga. Von 2014 bis 2017 stand Mielitz beim SC Freiburg sowie bei der SpVgg Greuther Fürth unter Vertrag, bevor es ihn zum dänischen Erstligisten Sønderjysk Elitesport verschlug. Mit diesem Klub gewann er den dänischen Pokal 2020. Danach folgte der Wechsel in die 3. Liga zu Viktoria Köln und nach anderthalb Jahren der erneute Wechsel in den dänischen Fußball, nun zum Zweitligisten FC Helsingør. Seit Sommer 2024 spielt Mielitz wieder bei Werder Bremen II unter Vertrag.

## Karriere

### Verein
Mielitz stammt aus Neulöwenberg im Norden des Landes Brandenburg. Er spielte ab 1996 bei der TSG Fortuna 21 Grüneberg und danach beim Löwenberger SV. Anschließend spielte er beim Oranienburger FC Eintracht und kam über den MSV Neuruppin und Energie Cottbus 2005 in die B-Jugend des SV Werder Bremen.

#### Werder Bremen
In der B-Jugend setzte er sich schnell durch und spielte 2006/07 seine erste Saison mit der A-Jugend. Am 10. November 2007 spielte er das erste Mal für die zweite Mannschaft von Werder Bremen und vertrat in der Rückrunde den verletzten Stammtorhüter Nico-Stéphàno Pellatz. Im August 2008 verlängerte Mielitz seinen Vertrag bis 2010. Sein Profidebüt in der 3. Liga gab er am 16. August 2008 gegen den SSV Jahn Regensburg. Am 3. Dezember 2009 kam er im Heimspiel der Bremer gegen Nacional Funchal in der Europa League zu seinem ersten internationalen Profi-Einsatz. Seinen ersten Bundesliga-Einsatz verzeichnete er am 6. Dezember 2009 gegen den 1. FC Köln. Die Partie endete 0:0, wobei Mielitz überzeugte. In die Saison 2010/11 ging der Torhüter als Nummer drei hinter Tim Wiese und Christian Vander in die neue Spielzeit. Am 20. Oktober 2010 wurde er für den verletzten Tim Wiese im Champions-League-Gruppen-Spiel bei Twente Enschede eingewechselt und kam so zu seinem Champions-League-Debüt. Das Spiel endete 1:1.
Im März 2010 verlängerte er seinen Vertrag beim SV Werder Bremen bis zum 30. Juni 2012, erneut um ein Jahr. Als zum Ende der Saison Gerüchte über einen bevorstehenden Wechsel von Tim Wiese im Raum standen, wurde Mielitz als möglicher Nachfolger gehandelt.
Da Wiese jedoch bei Werder Bremen blieb, ging Mielitz als zweiter Torhüter – hinter Wiese, aber vor Vander – in die Saison 2011/12. Zu seinem ersten Saisoneinsatz kam er am 6. Spieltag, als Wiese in der Partie beim 1. FC Nürnberg (1:1) nach einer roten Karte vom Platz gestellt worden war. Auch in den folgenden drei Spielen vertrat Mielitz den gesperrten Stammtorhüter und zeigte ordentliche Leistungen. Insgesamt bestritt Mielitz in der Saison 2011/12 sieben Bundesligaspiele.
Nachdem Wiese angekündigt hatte, Werder Bremen zum Saisonende zu verlassen, verlängerte Mielitz seine Vertragslaufzeit um ein Jahr bis zum 30. Juni 2014. Als Konkurrent wurde mit dem zuvor in der österreichischen Bundesliga tätigen Raphael Wolf ein weiterer junger Torwart verpflichtet. Zur Saison 2012/13 übernahm Mielitz von Wiese die Rückennummer 1. In dieser Saison stand Mielitz in allen 34 Bundesliga-Partien auf dem Platz, Werder stellte mit 66 Gegentoren die zweitschlechteste Defensive der Liga.
Im Januar 2014 verlor Mielitz seinen Stammplatz als Nummer 1 im Tor an Raphael Wolf.

#### SC Freiburg
Der SC Freiburg verpflichtete Mielitz im Mai 2014. In der Saison 2014/15 bestritt er lediglich zwei DFB-Pokalspiele für den Verein.

#### SpVgg Greuther Fürth
Mielitz schloss sich im Juni 2015 SpVgg Greuther Fürth an. Er erhielt bei dem fränkischen Zweitligisten einen Zweijahresvertrag. Sein erstes Pflichtspiel bestritt Mielitz am 25. Juli 2015 (1. Spieltag) beim 1:0-Heimsieg gegen Karlsruher SC. Der im Sommer 2017 auslaufende Vertrag wurde nicht verlängert.

#### SønderjyskE
Zur Saison 2017/18 wechselte er zum dänischen Erstligisten SønderjyskE, bei dem er einen Zweijahresvertrag erhielt, der am 17. Mai 2018 um ein weiteres Jahr verlängert wurde. Bei SønderjyskE, einem Verein aus Haderslev (deutsch Hadersleben) unweit der deutschen Grenze, erkämpfte sich Mielitz den Status als Stammtorwart, dabei musste er mit seinem Verein, der 2016 nach zwei Fast-Abstiegen Vizemeister geworden war, als Tabellenachter in die Abstiegsrunde, in der SønderjyskE in der Gruppe 2 den zweiten Platz belegte und sich somit für die Teilnahme für die ligainternen Qualifikationsspiele um einen Platz in der UEFA Europa League qualifizierte. Dort schied der Verein in der ersten Runde aufgrund der damals noch existierenden Auswärtstorregel gegen Hobro IK aus. Denselben Saisonverlauf gab es auch in der Saison 2018/19 und erneut verpasste SønderjyskE nach der Teilnahme an der Abstiegsrunde einen Platz im internationalen Geschäft, nun hieß der Gegner allerdings Randers FC. Auch in dieser Saison war Mielitz Stammtorwart und auch in der Spielzeit 2019/20 war er die Nummer eins. In letztgenannter Saison gewann er mit dem Verein den dänischen Pokal, nachdem im Finale Aalborg BK mit 2:0 geschlagen wurde.

#### Viktoria Köln
Im Sommer 2020 kehrte Mielitz nach Deutschland zurück und wechselte nach Köln, in die 3. Liga, zum FC Viktoria. Bei der Mannschaft von der Schäl Sick, die 2019 zum ersten Mal in ihrer Vereinsgeschichte – der Verein wurde 2010 als Nachfolger des insolventen SCB Viktoria gegründet – in die 3. Liga aufgestiegen war, wurde er ebenfalls Stammtorwart und belegte mit dem Verein den zwölften Tabellenplatz. In der Folgesaison verlor Mielitz nach einer Verletzung seinen Stammplatz.

#### FC Helsingør
Am 31. Januar 2022, kurz vor Ende der Transferperiode, verließ Mielitz die Rheinländer und kehrte in den dänischen Fußball zurück, wo er sich dem Zweitligisten FC Helsingør anschloss. Er unterschrieb hierbei einen Vertrag bis Sommer 2024. Mit dem FC Helsingør qualifizierte sich Mielitz für die Aufstiegsrunde und belegte dort den vierten Platz. Abgesehen von zwei Partien, in denen er eine Rotsperre absitzen musste, verpasste er kein Spiel.

#### VfB Oldenburg und wieder Werder
Nach nur einem halben Jahr in der dänischen Zweitklassigkeit wechselte er wieder in den deutschen Fußball und schloss sich dem Drittligaaufsteiger VfB Oldenburg an. Dort lieferte er sich in der Hinrunde der Saison 2022/23 zunächst einen Zweikampf mit Pelle Boevink sowie in der Rückrunde mit dem neu verpflichteten Felix Dornebusch um den Platz im Tor. Insgesamt absolvierte er 20 Ligaspiele, konnte jedoch den Abstieg der Mannschaft am Saisonende nicht verhindern. Daraufhin schloss er sich der zweiten Mannschaft von Werder Bremen an.

### Nationalmannschaft
Sein Debüt in der U-20-Nationalmannschaft des DFB gab er am 12. Oktober 2008 in Altach bei der 1:2-Niederlage gegen Österreich. Im Jahr darauf gehörte er zum Kader der Deutschen bei der Junioren-Fußballweltmeisterschaft 2009. Hinter Ron-Robert Zieler war Mielitz zusammen mit Tom Mickel aber nur Ersatz in der Elf von Trainer Horst Hrubesch. Im unbedeutenden letzten Vorrundenspiel gegen Kamerun, kam der Torhüter zu seinem einzigen Turnier-Einsatz. Die deutsche Mannschaft schied im Viertelfinale gegen den späteren Finalteilnehmer Brasilien aus.

## Erfolge
- 2 × deutscher Schulmeister mit Energie Cottbus und Werder Bremen
- DFB-Pokal-Sieger mit Werder Bremen: 2009 (ohne Einsatz)
- Dänischer Pokalsieger: 2020
- Mittelrheinpokal-Sieger: 2021